# Llar del Poble d'Artesa de Lleida
La Llar del Poble d'Artesa de Lleida és una obra del municipi d'Artesa de Lleida (Segrià) protegida com a bé cultural d'interès local.

## Descripció
La llar del poble d'Artesa de Lleida és un edifici d'un sol volum i és situat en la cantonada de la carretera de Lleida i el carrer dels Gallart. L'immoble conté diversos espais: el vestíbul que dona accés a la sala polivalent de forma rectangular amb llotges als costats i al fons. L'escenari, al final de la sala, és trapezoïdal. Al bar s'hi accedeix pel carrer Bassa i al seu damunt hi ha les antigues oficines de la Cambra Agraria. Al primer pis hi ha una galeria coberta per una teulada. Mentre que a la planta baixa hi ha uns grans finestrals.
L'estructura de l'edifici és de maons i també hi ha murs de pedra. Els forjats varien segons l'espai: hi a biguetes de formigó i revoltons al vestíbul, encavallades de formigó a la sala polivalent, i biguetes de fusta i encadellat ceràmic a l'escenari. Hi ha tres tipus de coberta. A l'escenari i a la cambra agrària la coberta és de teula àrab sobre encadellat ceràmic. A la sala polivalent i al vestíbul la coberta és de fibrociment i als dos extrems de la façana principal hi ha rajola.

## Història
L'acord per a la construcció de la Llar del Poble, abans "Hogar del Productor, entre l'Hermandad Sindical de Labtradores y Ganaderos, l'Ajuntament i la Delegación de Sindicatos data de 1949. L'edifici es va construir en un indret propietat de l'Ajuntament on hi havia els safaretjos públics que estaven en desús. Les obres no van acabar totalment fins al 1960. Des de 1952, però, ja s'hi feien obres de teatre, cinema, ballets populars, recitals, etc. L'edifici ha estat restaurat.